# Cancer Research
Cancer Research, abgekürzt Cancer Res. oder Canc. Res., ist eine zweimal im Monat erscheinende Peer-Review Fachzeitschrift, die von der American Association for Cancer Research veröffentlicht wird. Die erste Ausgabe erschien im Januar 1941. Die Zeitschrift veröffentlicht Artikel und Übersichtsarbeiten aus den Gebieten Krebsforschung und Tumortherapie sowie Epidemiologie.
Der Impact Factor des Journals lag im Jahr 2016 bei 9,122. Nach der Statistik des ISI Web of Knowledge wird das Journal mit diesem Impact Factor in der Kategorie Onkologie an 15. Stelle von 217 Zeitschriften geführt.
Herausgeber ist George C. Prendergast, Lankenau Institute for Medical Research, Wynnewood, Vereinigte Staaten von Amerika.